# Hannah Roberts
Hannah Roberts, née le 10 août 2001 à South Bend dans l'Indiana, est une cycliste américaine spécialiste du BMX freestyle. Elle s'illustre dans la catégorie BMX freestyle « Park », où elle compte cinq titres de championne du monde et six victoires au classement général de la Coupe du monde. Elle a également remporté la médaille d'argent six Jeux olympiques de Tokyo 2020.

## Carrière
Hannah Roberts grandit à Buchanan, dans le sud-ouest du Michigan. Elle commence le BMX enfant, pour suivre l'exemple de son cousin Brett Banasiewicz.
Le skatepark BMX de South Bend, dans l'Indiana, fondé par Banasiewicz, lui sert de centre d'entraînement. À l'âge de dix ans, elle se fracture une vertèbre thoracique lors d'une chute d'une rampe. Après s'être remise de sa blessure, elle participe à sa première compétition en novembre 2012. Dans la nouvelle discipline qu'est le BMX freestyle, Roberts court initialement avec des garçons en raison de l'absence de compétitions féminines. Elle se hisse rapidement au sommet mondial durant sa jeunesse. En 2016, elle remporte quatre des cinq manches ainsi que le classement général de la Coupe du Monde BMX Freestyle Park, qui se déroule pour la première fois. En 2017, lors des championnats du monde de cyclisme urbain, elle devient la première championne du monde de BMX freestyle de l'histoire, tout en étudiant au lycée en parallèle, chez elle à Buchanan. Elle s'entraîne alors du mercredi au dimanche, pour un total de 40 heures d'entraînement par semaine. La même année, elle remporte trois manches ainsi que le classement général de la Coupe du monde. Elle confirme ses résultats au cours des années suivantes. En 2018 et 2019, elle est à nouveau lauréate du classement de la Coupe du monde. Aux mondiaux 2019 qu'elle remporte, elle devient la première femme à réussir un tailwhip 360 dans une compétition. Cette année-là, elle gagne les premiers championnats panaméricains, ainsi que la première édition des Jeux urbains mondiaux à Budapest. Elle décroche également remporté la médaille d'or aux Jeux panaméricains de 2019 et 2023.
À l'été 2019, Ryan Nyquist prend la relève en tant qu'entraîneur national, s'occupant de Roberts et de toute l'équipe américaine de freestyle. Sa compatriote Perris Benegas, qui l'a battu aux championnats du monde en 2018, devient l'une des principales adversaires de Roberts. Roberts et Benegas s'entraînent ensemble à partir de 2019 à Holly Springs, en Caroline du Nord, où Roberts avait déménagé pour se préparer aux Jeux olympiques de 2020. Lors de la première apparition du BMX freestyle aux Jeux olympiques de Tokyo, reportés à 2021 en raison de la pandémie de COVID-19, Hannah Roberts est considérée comme la grande favorite. Elle doit se contenter de la médaille d'argent derrière la Britannique Charlotte Worthington. En tête du classement après la première des deux manches avec un score de 96,10 points, elle est finalement dépassée par Worthington dans la dernière manche avec un score de 97,50 points. Elle gagne ensuite trois autres titres de championne du monde en 2021, 2022 et 2023, ainsi que deux nouvelles Coupe du monde de BMX Freestyle Park en 2022 et 2023.

## Vie privée
Le 1er janvier 2021, elle épouse sa compagne Kelsey Miller.

## Palmarès en BMX freestyle

### Jeux olympiques
- Tokyo 2020
  -  Médaillée d'argent du BMX freestyle Park
- Paris 2024
  - 8e du BMX freestyle Park

### Championnats du monde
- Chengdu 2017
  -  Championne du monde de BMX freestyle Park
- Chengdu 2018
  -  Médaillée de bronze du BMX freestyle Park
- Chengdu 2019
  -  Championne du monde de BMX freestyle Park
- Montpellier 2021
  -  Championne du monde de BMX freestyle Park
- Abou Dabi 2022
  -  Championne du monde de BMX freestyle Park[5]
- Glasgow 2023
  -  Championne du monde de BMX freestyle Park
- Abou Dabi 2024
  -  Championne du monde de BMX freestyle Park

### Coupe du monde
- Coupe du monde de BMX Freestyle Park
  - 2016 : 1re du classement général, vainqueur de 4 manches
  - 2017 : 1re du classement général, vainqueur de 3 manches
  - 2018 : 1re du classement général, vainqueur de 2 manches
  - 2019 : 1re du classement général, vainqueur de 3 manches
  - 2022 : 1re du classement général, vainqueur d'une manche
  - 2023 : 1re du classement général, vainqueur d'une manche
  - 2024 : 11e du classement général, vainqueur d'une manche

### Jeux panaméricains
- Lima 2019
  -  Médaillée d'or du BMX freestyle Park
- Santiago 2023
  -  Médaillée d'or du BMX freestyle Park

### Championnats panaméricains
- Cary 2019
  -  Médaillée d'or du BMX freestyle Park

### Jeux mondiaux urbains
- Hongrie 2019
  -  Médaillée d'or du BMX freestyle Park

### Championnats des États-Unis
- 2019
  -  Championne des États-Unis de BMX freestyle Park